# Arthur Harris
Arthur Harris (n. 1 august 1890, Norfolk⁠(d), Nebraska, SUA – d. 20 martie 1968, Stuart⁠(d), Florida, SUA) a fost un jucător de polo ce a reprezentat Statele Unite ale Americii, medaliat olimpic. A participat la o ediție a Jocurilor Olimpice (1920) în care a câștigat o medalie de bronz.

## Participări
Lista de mai jos prezintă principalele competiții la care a participat Arthur Harris de-a lungul carierei.
- polo at the 1920 Summer Olympics – men's tournament[*][1]